# Стиль & Стюарты Копленды
«Стиль & Стюарты Копленды» — российская ленинградская рок-группа. Образована в 1990 году, прекратила деятельность с 1995 года. Выступала в Санкт-Петербурге и городах СНГ. Опубликовала два альбома и две песни в сборниках.

## Создание и состав группы
Группу основал Сергей Наветный. В марте 1990 года Наветный начал запись сольного альбома «Игра слов» с участием музыкантов Андрея Селюнина (1962 — 09.12.2021) («Нате!», «Кошкин дом») и Вадима Снегирёва («Беглец», «Народное ополчение»), в записи также участвовали Игорь Борисов («Нате!», «Кино») и вокалистки Наталья Пивоварова и Елена Юданова из «Колибри». Группа получила название «Стиль». Сценический дебют состоялся уже с новым названием — «Стиль & Стюарты Копленды».
Первый стабильный состав сформировался в конце 1990 года, в него вошли Наветный (гитара и вокал), Снегирёв (бас-гитара), Константин Шумайлов («Кошкин дом») (клавишные) и Михаил Лысенко («Народное ополчение») (барабаны).
Зимой 1991—1992 группу покинул Снегирёв, место бас-гитариста занял Дмитрий Петров («Дурное влияние»), а Андрей Селюнин присоединился в качестве второго гитариста. Уже летом Петров вернулся в «Дурное влияние», Селюнин уехал из Санкт-Петербурга, ушёл в «Телевизор» клавишник Шумайлов. Присоединились Алексей Романюк (бас-гитара, «Духи») и Вадим Ефимов (вторая гитара, «НЭП»).
В конце 1992 года из группы ушёл Лысенко, новым барабанщиком стал Сергей Русанов («Улицы»). Смена стиля звучания потребовала замены гитариста: на место Вадима Ефимова пригласили Алексея Шпынёва («Легион», «Сейф»).

## Музыкальный стиль
Первоначально «Стиль & Стюарты Копленды» склонился к стилю мэдчестер. Позднее под влиянием групп Primus и Faith No More звучание «Стиля» утяжелилось и приблизилось к нео-металлу; репертуар пополнился песнями и каверами на английском языке.

## Творческая деятельность
Коллектив дебютировал в феврале 1991 на сцене Ленинградского дворца молодёжи, на фестивале «Новое поколение».
В марте 1991 Ленинградский рок-клуб отмечал десятилетний юбилей. Группа, уже несколько раз выступившая на сцене рок-клуба, приняла участие в праздничных концертах в клубе и во Дворце спорта «Юбилейный». По результатам праздничных мероприятий был издан четверной альбом «Однажды в рок-клубе», в который вошла песня «Стиля» «Боль». В июне группа выступила на фестивале памяти Игоря Ганькевича в Одессе.
В 1992 группа вновь выступила на мемориальном фестивале Ганькевича, а также на фестивале «Рок-н-ролл Таврический» в Новой Каховке, вместе с группой «Улицы» гастролировала в Кривом Роге. Осенью в студии «Indie» записала мини-альбом «Апрель». Сезон 1992/1993 включал выступления в клубах «TaMtAm», «Indie», ДК Пищевиков.
Сформировав новое металлическое звучание, группа «Стиль & Стюарты Копленды» активно выступала во всех популярных клубах, однако из-за занятости музыкантов, каждый из которых играл в двух или трёх группах, сценическая деятельность «Стиля» постепенно заглохла. Последней записью стала версия песни «Апрель» для сборника «Новая волна питерского рока» в декабре 1994 года.

## Дискография
Альбомы
- Игра слов (1990)
- Апрель (1991)

Сборники
- Однажды в рок-клубе (1991) — «Боль»
- Новая волна питерского рока (1995) — «Апрель»
- Эд Нестеренко & Друзья — Вавилонская башня (2011) — «Апрель»

Другие записи группы не опубликованы.